# 阿洛西林
阿洛西林（英语：Azlocillin）是一种酰基氨苄青霉素抗生素，具有广谱活性和比羧基青霉素更强的体外效力。阿洛西林类似于美洛西林和哌拉西林。它表现出对广谱细菌的抗菌活性，包括铜绿假单胞菌，并且与大多数头孢菌素相比，它表现出对肠球菌的活性。

## 细菌敏感性谱
阿洛西林被认为是一种广谱抗生素，可用于对抗多种革兰氏阳性和革兰氏阴性细菌。以下代表一些具有医学意义的生物体的MIC敏感性数据。
- 大肠杆菌 1 μg/mL – 32 μg/mL
- 嗜血杆菌属的物种 0.03 μg/mL – 2 μg/mL
- 铜绿假单胞菌 4 μg/mL – 6.25 μg/mL

## 合成

阿洛西林的合成： eidem

阿洛西林的合成2：

一种有趣的阿洛西林替代合成涉及用2-氯-1,3-二甲基氯化咪唑啉(2)活化取代的苯甘氨酸类似物(1)，然后与6-APA缩合。